# Білик Микола Васильович
Микола Васильович Білик (нар. 18 травня 1975) — український футболіст, що грав на позиції нападника та півзахисника. Відомий за виступами за низку українських клубів різних ліг, зокрема, «Поліграфтехніка», «Волинь» та «Прикарпаття» (Івано-Франківськ), виступав також у найвищому латвійському дивізіоні за клуб «ДАГ-Лієпая».

## Клубна кар'єра
Микола Білик розпочав свою футбольну кар'єру в клубі перехідної ліги «Лисоня» з Бережан у сезоні 1992—1993 років, і ще до закінчення сезону отримав запрошення від команди першої української ліги «Прикарпаття» з Івано-Франківська, проте до кінця сезону зіграв лише 7 матчів. Наступний сезон футболіст провів у клубі перехідної ліги «Бескид» з Надвірної, а після того. як клуб втратив професійний статус, продовжив виступи у надвірнянському клубі на аматорському рівні. У квітні 1995 року став гравцем першолігової команди «Кристал» із Чорткова, виступав у команді до червня 1995 року. Улітку Микола Білик перейшов до складу латвійської команди вищого дивізіону «ДАГ-Лієпая», проте зіграв у команді лише 3 матчі в чемпіонаті, та повернувся до «Кристала», в якому грав до кінця року.
На початку 1996 року Микола Білик став гравцем іншої першолігової команди «Скала» зі Стрия, і виступав за стрийську команду аж до розформування клубу в кінці сезону. Після закінчення сезону Білик перейшов до складу іншого клубу першої ліги «Поліграфтехніка» з Олександрії, в якій виступав протягом півтора року. На початку 1998 року Микола Білик став гравцем луцької «Волині», і виступав за команду до кінця року, зігравши в першій лізі за клуб 30 матчів. На початку 1999 року футболіст перейшов до складу російського друголігового клубу «Носта» з Новотроїцька, в якій грав до кінця року. після повернення в Україну Микола Білик грав за аматорські клуби Івано-Франківської області.